# درگاه سریال

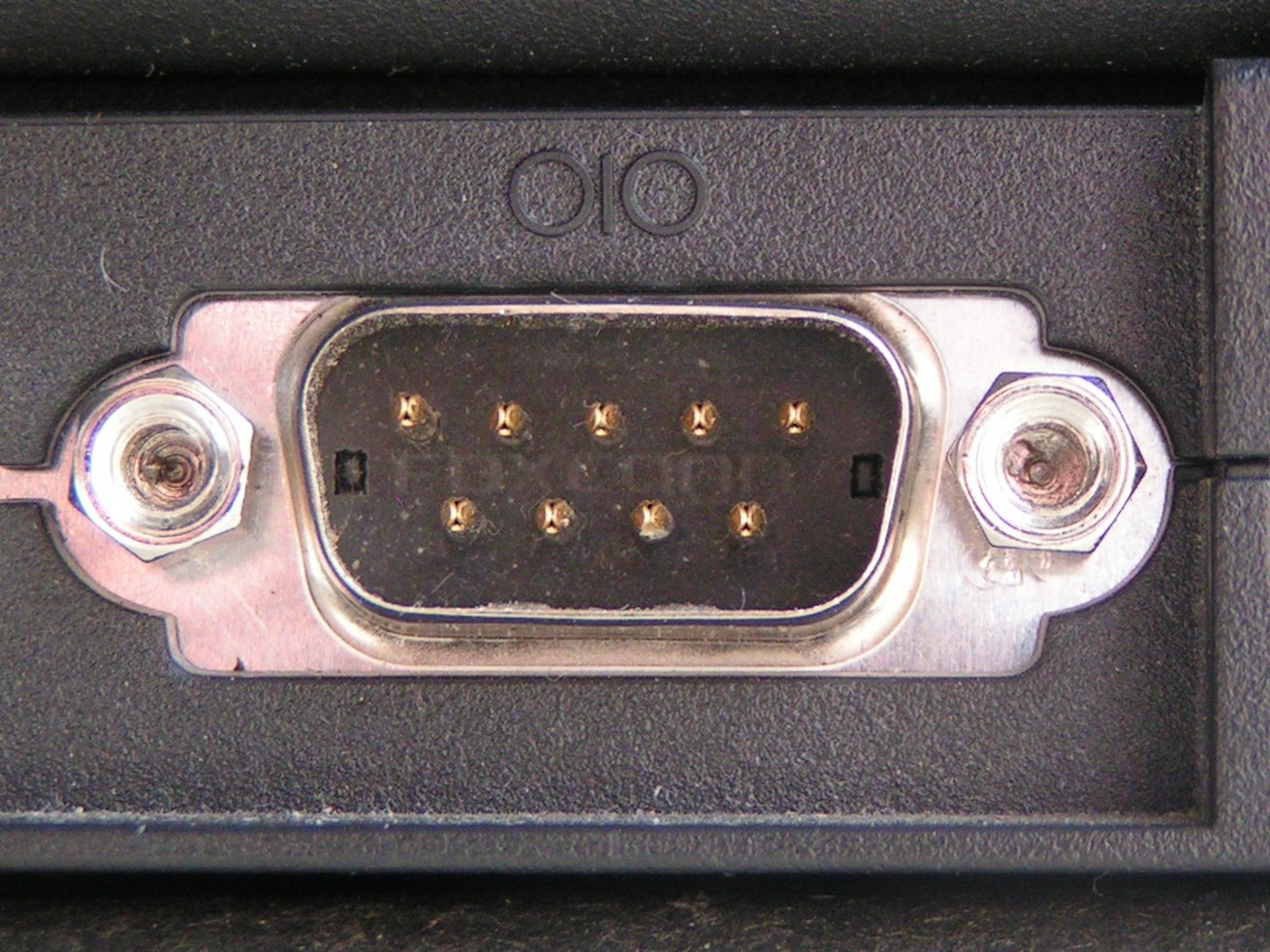
یک رابط دی‌ای-۹ استفاده شده برای یک درگاه سریال در رایانه‌ای سازگار با آی‌بی‌ام.

در محاسبات کامپیوتری، درگاه سریال یک رابط ترتیبی در ارتباط‌های فیزیکی است که برخلاف درگاه سری می‌تواند یک بیت از داده‌ها را در هر لحظه انتقال دهد. در طول تاریخ رایانه‌های شخصی، بیشترین انتقال اطلاعات از طریق درگاه سریال بوده‌است که متصل به دستگاه‌هایی مانند پایانه‌ها و لوازم جانبی مختلف بودند.
در حالی که واسط‌هایی مانند اترنت، فایروایر، و یواس‌بی تمام داده‌های خود را به عنوان یک جریان سریال منتقل می‌کنند، اصطلاح «درگاه سریال» معمولاً سخت‌افزارهای سازگار با استاندارد آراس-۲۳۲ را می‌شناساند.
کامپیوترهای مدرنی که درگاه سریال ندارند نیاز به مبدل سریال به یواس‌بی دارند تا با دستگاه‌های آراس-۲۳۲ متصل‌شونده از طریق درگاه سریال سازگاری پیدا کند. درگاه سریال هنوز هم در حوزه‌هایی مانند سیستم‌های اتوماسیون صنعتی، ابزارهای علمی، صندوق دخل مغازه‌ها و برخی از محصولات صنعتی و مصرفی استفاده می‌شود. کامپیوترهای سرور ممکن است از درگاه سریال به عنوان میزفرمانی برای کنترل و تشخیص سرویس‌گیرنده‌ها استفاده کنند. تجهیزات شبکه مانند مسیریاب (به انگلیسی: router) و سوئیچ‌ها اغلب از کنسولِ سریال برای پیکربندی استفاده می‌کنند. درگاه سریال هنوز هم در این زمینه‌ها استفاده می‌شود چرا که ساده، ارزان و دارای توابع بسیار استاندارد و گسترده است. درگاه سریال نیاز به نرم‌افزارهای راه‌انداز ناچیزی از سیستم میزبان دارد.

## ویژگیها
ویژگی خوب

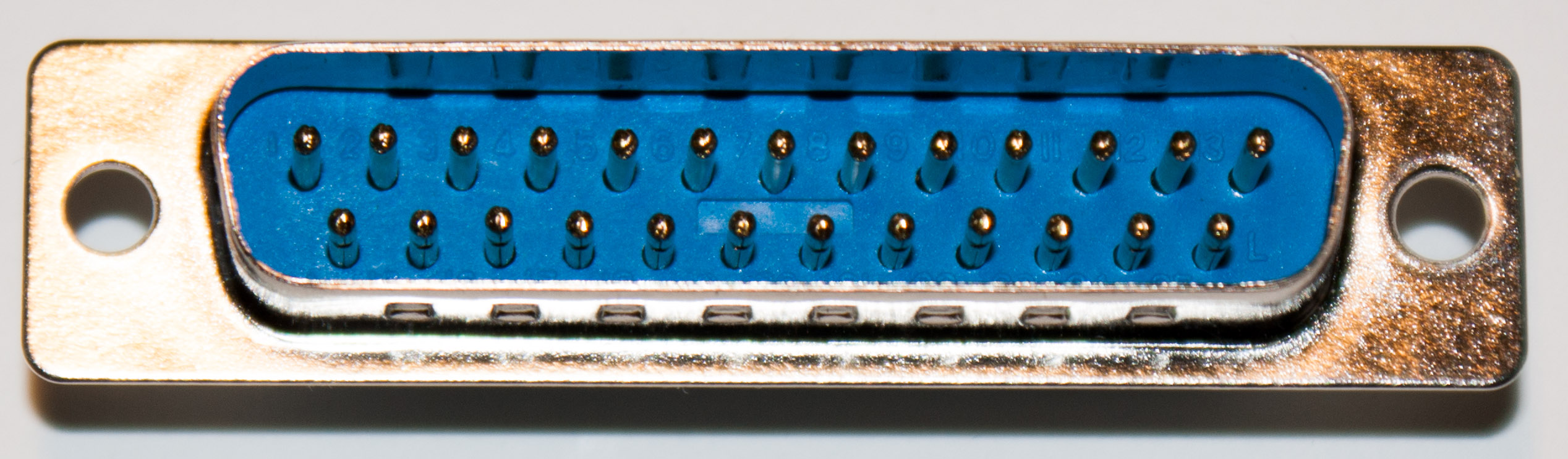
درگاه سریال

یک ویژگی خوب این در گاه درصد خطا کم با توجه به سرعت پایین آن است. علت استفاده صنعتی این درگاه همین ویژگی می‌باشد. به عنوان مثال درگاه (یو اس بی) با توجه به سرعت بیشتر نسبت به این درگاه برای مصارف صنعتی که نرخ تبادل اطلاعات پایین است مناسب نیست و بیشتر طراحان مدارهای صنعتی برای رفع نیاز و البته به شرط این که نرخ ردو بدل شدن اطلاعات پایین باشد این در گاه (ار اس -۲۳۲)را برای دستگاه‌ها قرار می‌دهند؛ و می‌توان گفت بیشتر اعتماد دارند. ناگفته نماند این اعتماد پیشینه خوب و مؤثر این در گاه را در دستگاه‌های طراحی شده گذشته به طراحان ثابت نموده و به نوعی همیشه در نظر طراحان الکترونیک صنعتی هست و مورد استفاده قرار می‌گیرد.

### سرعت
درگاه سریال از سیگنالینگ دو سطحی استفاده می‌کند (منهای ۳ تا منهای ۲۵ ولت برای منطق یک و ۳ تا ۲۵ ولت برای منطق صفر). نرخ ارسال داده بر حسب بیت بر ثانیه یا باود بیان می‌شود. برخی از سرعت‌های استاندارد در گاه سریال مضربی از سرعت پرینترهای الکترومکانیکی است. بعضی از پورت‌های سریال اجازه انتخاب نرخ تبادل داده دلخواه را می‌دهند. سرعت پورت و سرعت ابزار متصل به آن باید یکی باشد.
با توجه به این که همراه با داده ارسالی بیتهای پایانی و توازن نیز ارسال می‌گردد نرخ مؤثر ارسال داده از آنچه انتظار داریم کمتر است. بعنوان مثال با انتخاب ۸ بیت داده همراه با یک بیت پایانی و عدم استفاده از توازن فقط ۸۰ درصد بیتهای ارسالی به دیتا (داده) اختصاص داده می‌شود.
بعضی از نرخ‌های ارسال عادی عبارتند از: ۱۲۰۰٬۲۴۰۰٬۴۸۰۰٬۹۶۰۰٬۱۴۴۰۰٬۱۹۲۰۰٬۳۸۴۰۰٬۵۷۶۰۰٬۱۱۵۲۰۰ بیت بر ثانیه

### بیت‌های داده
تعداد بیتهای داده می‌تواند ۵، ۶، ۷، ۸ یا ۹ بیت باشد. در بیشتر کاربردها از داده ۸ بیتی استفاده می‌شود.
در بیشتر طرح‌های ارتباط سریال ابتدا بیت کم ارزش ارسال می‌گردد.

### توازن
توازن یک روش برای آشکار سازی خطای انتقال است. در نقل و انتقال سریال هر گاه از توازن استفاده شود، یک بیت اضافی همراه با داده ارسال می‌گردد طوری که تعداد بیت‌های ۱ موجود درداده بعلاوه بیت توازن همیشه یک عدد زوج یا فرد (توازن زوج یا فرد) خواهد شد.
توازن می‌تواند زوج یا فرد باشد یا استفاده نشود. توازن فرد کاربرد بیشتری دارد.